# Vít Voženílek
Vít Voženílek (* 8. srpna 1965, Vysoké Mýto) je vysokoškolský pedagog, kartograf, profesor geoinformatiky a bývalý vedoucí Katedry geoinformatiky Přírodovědecké fakulty Univerzity Palackého v Olomouci. Má syna a dceru, žije v Olomouci. 
„Bez mapy nepostavíte dálnici. Bez mapy možná nezaložíte město. Bez mapy se nikam nepřesunete. Jen se podívejte, kde všude se mapy objevují. Aniž byste si uvědomil, tak za spoustou věcí jsou mapy."
Vít Voženílek v Hyde Parku Civilizace na ČT24 24.6.2023 

## Životopis
Po absolvování gymnázia v Berouně zahájil v roce 1983 svá vysokoškolská studia na Přírodovědecké fakultě Masarykovy univerzity v Brně (tehdy UJEP Brno), obor učitelství matematiky a geografie. Po absolutoriu s vyznamenáním absolvoval roční základní vojenskou službu v Lipníku nad Bečvou.

## Akademická kariéra
Po skončení základní vojenské služby nastoupil v říjnu 1989 jako interní vědecký aspirant Masarykovy univerzity v oboru fyzická geografie na Katedru geografie Přírodovědecké fakulty Univerzity Palackého v Olomouci. V roce 1990 nastoupil na Katedře geografie na místo asistenta a postupně učil kartografii, statistiku a počítače v geografii a regionální geografii Austrálie a Oceánie. Vědeckou aspiranturu pod vedením profesora Jaromíra Demka ukončil obhajobou kandidátské práce v roce 1992 a získal vědecký titul kandidát věd CSc. Z iniciativy profesorů Jaromíra Demka a Otakara Štěrby založil společnou laboratoř kateder geografie a ekologie ECO-GIS CENTRUM. V roce 1996 se habilitoval v oboru Fyzická geografie na Přírodovědecké fakulty Univerzity Palackého v Olomouci a získal titul docent.
V roce 2001 založil a do roku 2023 vedl Katedru geoinformatiky na Přírodovědecké fakultě Univerzity Palackého v Olomouci. Zpočátku učil většinu geoinformatických a kartografických předmětů. Postupně katedru personálně rozšiřoval a výuku řady předmětů předal svým kolegům. Ponechal si výuku kartografických předmětů, kterým se věnuje doposud. V letech 2003 až 2009 pracoval na částečný úvazek na Katedře aplikované geoinformatiky a kartografie Přírodovědecké fakulty Univerzity Karlovy v Praze, kde učil kartografické předměty. V letech 2010 až 2014 zastával funkci prorektora Univerzity Palackého v Olomouci pro informační technologie. Byl nebo je členem akademického senátu, řady vědeckých rad, oborových komisí doktorských studijních programů, redakčních rad domácích i mezinárodních vědeckých časopisů, programových výborů konferencí, habilitačních a jmenovacích řízeních. V roce 2007 byl na návrh VŠB-Technické univerzity Ostrava jmenován prezidentem republiky profesorem pro obor geoinformatika. Na Přírodovědecké fakultě Univerzity Palackého v Olomouci pracuje doposud.